# Sangay Tenzin
Sangay Tenzin est un nageur bhoutanais. 
Il a participé aux Jeux olympiques d'été de 2020 et aux Jeux olympiques d'été de 2024.

## Carrière

### Jeux de Tokyo 2020
Sangay Tenzin obtient une place accordée au nom de l'universalité des Jeux. Il concourt à l'épreuve du 100m nage libre masculin. En série, il effectue un temps de 57s 57 et se classe 68e. Il est éliminé et ne participe pas à la suite du tournoi.
Il est également porte-drapeau aux cérémonies d'ouverture et de clôture des Jeux.

### Jeux de Paris 2024
Tenzin obtient à nouveau une place de quota d'universalité. Il concourt à nouveau à l'épreuve du 100m nage libre masculin.
En série, il effectue un temps de 56s 08 et se classe 74e. Il est éliminé et ne participe pas à la suite du tournoi.
Il est à nouveau porte-drapeau lors de la cérémonie d'ouverture des Jeux.